# Zerdava

Areale di origine del cane Zerdava

Zerdava, anche nota in turco come Zağar o Kapi Kopegi o Trabzon Zerdavası o Trabzon Zerdava Köpeği,  (in Georgiano: მეკვერნე), è una razza di cani che viene allevata a Trebisonda, Artvin, Giresun e Rize province sul Mar Nero nel Nord-Est della Turchia nella Colchide ed anche nella confinante Georgia. 
Studiosi ritengono che questa razza di cane dovrebbe essere identificata come il Laika turco, uno spitz equivalente ai Laika siberiani da cui sembra essere derivato.

## Storia
Non ci sono relazioni di questa razza con razze di origini caucasiche, al contrario vi è una forte somiglianza con cani del bacino siberiano. Questo si spiega per la importante rete commerciale tra i popoli che vivevano in Anatolia e le culture odierne del territorio della Federazione Russa. È del tutto possibile che le specie di animali migrassero, insieme a pellicce, ambra, schiavi, spade, ecc., con i prodotti raccolti dai popoli del nord lungo questa rotta commerciale che alcuni storici hanno chiamato la via delle pellicce o Fur Road. 
Il commercio delle società anatoliche con i loro vicini settentrionali continuò per tutto il periodo bizantino, selgiuchide e ottomano. 
La Russia, è noto, ha scambiato pellicce con la Turchia ottomana e altri paesi del Medio Oriente in cambio di seta, tessuti, spezie e frutta secca. I prezzi elevati che le pellicce di zibellino, volpe nera e martora potevano generare nei mercati internazionali hanno provocato una vera e propria "febbre da pelliccia" tra i popoli del nord siberiano.
Inoltre, un gran numero di persone non russe della Russia zarista si stabilì nelle terre ottomane. 
Soprattutto i tartari della Crimea e i musulmani caucasici si sono stabiliti numerosi in Anatolia in tempi diversi. Queste persone verosimilmente hanno portato con sé i loro animali domestici. Queste relazioni commerciali sono continuate fino agli anni della Guerra fredda.
Il prof. Orhan Yilmaz dell'Università di Ardahan, scopritore e studioso della razza, ritiene che si tratta di una originale razza locale, più che di una varietà regionale, potendosi trattare di una popolazione autoctona relitta delle razze Laika del Nord Europa. Uno studio condotto presso l'Università di Ankara nel 2016, usando campioni di DNA dei cani Zerdava, ha mostrato che il cane era diverso da altre razze mostrando che si tratta di una razza pura e a sé stante.
Nel 2013 è stata fondata l'associazione Trabzon Zerdava Dog Association con la finalità di proteggere e sviluppare la razza, che è stata in pericolo di estinzione.
Cinofili della Grecia e della Georgia cercano di rivendicare l'origine locale propria della razza rispettivamente.
Le forze armate turche, nel 2016, hanno iniziato sperimentalmente ad utilizzare cani di questa razza insieme al cane Çatalburun, al posto del cane pastore belga e del cane pastore tedesco, per compiti di pattuglia, ricerca e soccorso, ricognizione, tracciamento dei percorsi, ricerca di bombe, ricerca di sostanze stupefacenti e ricerca di mine. Questi cani vengono addestrati presso il centro: Bursa Gemlik Military Veterinary School and Training Center Command, dove hanno dimostrato di essere una razza agile e intelligente con un gran fiuto mostrando anche una assoluta obbedienza ai comandi; dimostrandosi superiore alle razze straniere nella ricerca di mine, ricerca bombe, ricerca di stupefacenti, monitoraggio, ricerca e salvataggio.

## Caratteristiche

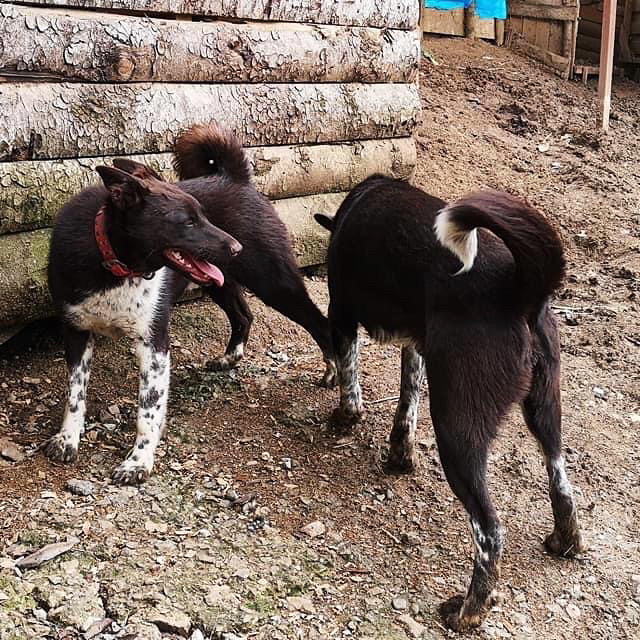
Due Zerdava a Trabozon

Il cane ha una taglia è media, il colore della testa e del dorso è unicamente nero o fegato (il colore fegato potrebbe derivare di cani del tipo Laika della Siberia occidentale e orientale o dal Laika Russo-Europeo), con i quali somiglia per taglia e forme generali. La testa e il dorso sono neri o fegato, il petto, l'addome, le estremità delle gambe è bianco con piccole macchie scure più o meno pronunciate; mentre le punte della coda sono sempre bianche; gli occhi sono piccoli giallastri o marroni. 
Ha le orecchie triangolari sempre in posizione eretta leggermente divergenti, il petto è profondo e largo, la coda è ricurva verso l'interno del corpo con la punta bianca ed è ricoperta di peli più lunghi rispetto a quelli del corpo. 
Hanno un corpo quadrato equilibrato e simmetrico le labra sono marroni, sottili e strette, i piedi forti e seni profondi, teste strette, lunghe e forti; inoltre, come tutti i laika, è particolarmente resistente al freddo.
I cani Zerdava raggiungono la maturità completa intorno ai 18 mesi, la loro struttura fisica favorisce i movimenti rapidi e agili ed inoltre è un cane che abbaia relativamente poco.
Originariamente era usato come cane da caccia alla piccola selvagina e alla caccia al cinghiale, ha una forte ostinazione nel seguire la traccia; inoltre, seguono la traccia aerea molto bene puntando animali come le martore sugli alberi. 
Oggi è soprattutto relegato al ruolo di cane da guardia malgrado il suo finissimo fiuto. I cani Zerdava sono cani aggressivi con gli estranei e molto atletici, le femmine sono generalmente più timide.
Tendenzialmente i cani Zerdava, in branco insieme ad altri cani, tendono a diventare leader; essi però non sono aggressivi, con gli altri cani, fuori dal proprio territorio di appartenenza.
Oggi a Trebisonda e nelle province circostanti, viene allevato per proteggere gli alveari dagli orsi, lupi e cinghiali.
Però dal momento che non teme i lupi, spesso vengono uccisi da questi, cosa che ne ha ridotto il numero.
La razza non è sottoposta a prove da lavoro, secondo uno standard pubblicato su Trabzon Zerdeva Köpeği Derneği - 28 ottobre 2019 a cura di: Petru Muntean.
Geneticamente si è visto che le variazioni fenotipiche e genotipiche dei cani Zerdava sono molto basse, ne consegue che il genotipo ad oggi è preservato e la razza rappresenti una varietà a sé stante nel panorama cinofilo turco e mondiale.
Gli Zerdava sono apprezzati per la loro salute eccellente in condizioni difficili con cure minime. Come altri laika, è frequente che le femmine entrino in estro una sola volta all'anno.